# Richard Baltzer
Richard Robert Karl Baltzer (Danzig, 1 juni 1886 - Praag, 10 mei 1945) was een Duitse officier en Generalleutnant tijdens de Tweede Wereldoorlog.

## Leven
Op 1 juni 1886 werd Richard Baltzer geboren in Danzig wat toen een onderdeel van het Koninkrijk Pruisen was. Vanaf 1 oktober 1892 tot 1 april 1893 ging hij in Danzig naar de kleuterschool (Vorschule). Baltzer vervolgde zijn schoolgang met het gymnasium in Schwetz, waar hij zijn einddiploma behaalde. Op 6 april 1904 meldde hij zich aan in de Kaiserliche Marine als Seekadett. En kreeg daar een basisopleiding. Eind maart 1905 werd hij overgeplaatst naar de Heer, en werd geplaatst in het Feldartillerie-Regiment „Prinz August von Preußen“ (1. Lithauisches) Nr. 1. Bij deze eenheid werd Baltzer bevorderd tot Leutnant (Tweede luitenant), met het Patent (oorkonde van bevordering tot officier) gedateerd vanaf 15 februari 1905. Vanaf 1 oktober 1913 tot 30 juni 1914 zat hij op de militaire academie. Hij kwam terug van de academie als Oberleutnant (Eerste luitenant). In juni 1914 werd Baltzer naar het Füsilier-Regiment „Königin“ (Schleswig-Holsteinisches) Nr. 86' gecommandeerd. 

### Eerste Wereldoorlog
In augustus 1914 ging Baltzer als regimentsadjudant met het Reserve-Feldartillerie-Regiment 1 naar het front. Op 18 juni 1915 werd hij bevorderd tot Hauptmann (Kapitein). En weken later werd hij benoemd tot batterijleider van het 6e batterij. In deze functie diende hij tot 24 november 1916. Hierna werd Baltzer geplaatst in de Generale Staf van het gouvernement Namur. Op 5 maart 1916 werd hij geplaatst als IIa (hoofd personeelszaken) in de staf van de 45. Reserve-Division. Vanaf 2 tot juni 1917 was hij plaatsvervangend Ia (operaties) in de divisiestaf. In juni 1917 werd Baltzer overgeplaatst naar de staf van de chef van de Veldspoorwegwesen in het Grote Hoofdkwartier, waarbij sinds 1918 het zwaartepunt van zijn werkzaamheden lag bij de afdeling spoorvervoer Oost. Op 5 juli 1916 raakte Blatzer gewond. 
In de naoorlogse periode bleef Baltzer aanvankelijk trouw aan zijn werkterrein: vanaf 16 maart tot 30 november 1919 werkte hij als referent in de afdeling spoorweg in de Duitse Generale Staf. Op 31 maart 1920 ging Baltzer officieel uit het leger met het Charakter van Major (Eretitel van een Majoor).

### Interbellum
In december 1919 was Baltzer opgenomen in de politie, en werd daar als Polizei-Major (Majoor in de politie) ingezet. Eind 1919 volgde zijn aanstelling als leider van de 2e centrale afdeling in de politiegroep Zuid, gestationeerd in Berlijn. Vanaf 1 december 1920 tot 4 maart 1922 was Baltzer commandant (vanaf 25 juli 1921) van de politieafdeling Hallesches Tor in Berlijn. Vanaf 15 februari 1922 tot 28 maart 1922 ging hij naar de hogere politieschool Eiche, voor verdere ontwikkeling. Daarna functioneerde Baltzer voor elf jaar als commandant van de politie inspectie Linden in het regeringsdistrict van Berlijn. Tijdens deze diensttijd werd hij bevorderd tot Polizei-Oberstleutnant (Luitenant-kolonel in de politie) en Polizei-Oberst (Kolonel in de politie). 
Enkele weken na de overname van de macht door de nationaalsocialisten, werd Baltzer in het voorjaar van 1933 door de nieuw benoemde minister-president van Pruisen Hermann Göring benoemd tot commandant van de Schutzpolizei in Berlijn. Naast de hoofdcommissaris van politie Magnus von Levetzow, de chef van de Geheime Staatspolizei Rudolf Diels, en het hoofd van de Landespolizeigruppe z. b. V. Walther Wecke, was hij een van de vier belangrijkste politiecommandanten in de rijkshoofdstad in de fase waarin de gelijkschakeling van het Duitse staatsapparaat en het gehele openbare – vooral politieke – leven door de nationaalsocialisten in Berlijn in het voorjaar en zomer van 1933. De Schutzpolizei onder de leiding van Baltzer was verantwoordelijk voor het bewaken, en indien nodig, met geweld handhaven van het gelijkschakelingsproces, waarbij hij ook verantwoordelijk had voor de massale arrestaties van (potentiële) oppositieleden en ongewenste personen in Berlijn in die periode. Op 14 augustus 1933 droeg hij als commando van de Schutzpolizei van Berlijn over, en ging zich concentreren op het leiden van de Landespolizeiinspektion (LPI) Brandenburg, die hij sinds 1 april 1933 bekleedde, in overeenstemming met een decreet van Göring van 26 maart, 1933.
Als commandant van de LPI Brandenburg was Baltzer een van de vijf politiecommandanten die door Göring was aangesteld om de algehele politieverantwoordelijkheid te dragen voor grote delen van Pruisen, en die bijgevolg de algehele verantwoordelijkheid hadden voor de staatspolitie in die gebieden. Analoog aan de vier andere politie-inspecties bestond de hoofdfunctie van zijn inspectie na afloop van het gelijkschakelinsproces officieel uit het "voorbereiden en uitvoeren van de verdediging tegen interne onrust", d.w.z. het vrijwaren en zo nodig verdedigen van de bestaande staat tegen opstanden, pogingen tot staatsgrepen, enz., bijvoorbeeld in het geval van een communistische opstand. Op 15 augustus 1933 werd Barltzer bevorderd tot Polizei-Generalmajor (Brigadegeneraal in de politie), (zie onder carrière voor rang verschillen).
Op 16 maart 1936 Keerde Baltzer weer terug in de Heer. Hij werd geplaatst in de staf van de 26e Infanteriedivisie wat in Keulen gestationeerd was. Vanwege zijn overgang werd hij op 16 maart 1936 verheven tot de rang van Oberst (Kolonel) conform de RDA van 1 juni 1934. Op 1 juni 1936 werd hij benoemd tot commandant van het 25e Infanterieregiment in Stargard. Aansluiten was Blatzer commandant van de Landweer in Allenstein. 
Op 30 september 1937 werd hij bevorderd tot Generalmajor (Brigadegeneraal) conform de RDA van 19 oktober 1937, met terugwerkende kracht vanaf 16 maart 1936.

### Tweede Wereldoorlog
In de beginfase van de Tweede Wereldoorlog was Baltzer de commandant van de 217e Infanteriedivisie. Deze eenheid leidde hij tijdens de Poolse Veldtocht, en werd daarvoor onderscheiden met de beide klassen van het Herhalingsgesp bij IJzeren Kruis 1939. Tijdens de veldtocht werd Baltzer bevorderd tot Generalleutnant (Generaal-majoor). Op 31 januari 1942 werd hij onderscheiden met het Duitse Kruis in goud, voor zijn prestaties als commandant van de 217e Infanteriedivisie. Zijn divisie werd na de veldtocht als bezettingsmacht in Polen ingezet. Vanaf 15 april 1942 tot 14 augustus 1942 was Baltzer geplaatst in het Führerreserve (OKH). Hierna nam hij het commando over de Divisie Nr.56 op zich. Vanaf 25 mei 1943 was hij ziek, en moest het commando overlaten aan zijn plaatsvervanger. Na zijn kuur voor zijn herstel van 12 augustus 1943, werd Baltzer opnieuw geplaatst in het Führerreserve (OKH). Op 31 december 1944 werd hij de staf van het 67e Legerkorps gestuurd, om als plaatsvervangend bevelvoerend-generaal te dienen. Hierna werd Baltzer wederom in het Führerreserve (OKH) gezet. Na het Führerreserve, werd hij benoemd tot commandant van de 182e Reservedivisie, die later omgevormd werd in de 182e Infanteriedivisie. 

#### Dood Baltzer
Verschillende versies:
- Op 10 mei 1945 stierf Baltzer in de buurt van Praag, twee dagen na zijn krijgsgevangen name[9].
- Op 10 mei 1945, na de overgave van de Wehrmacht in Praag, sneuvelde hij[10].
- Gesneuveld in Praag, Tsjechoslowakije, terwijl hij het bevel voerde over de 182e Infanteriedivisie[11].

De omstandigheden van zijn dood zijn onopgehelderd.

## Carrière
Baltzer bekleedde verschillende rangen in zowel de Politie als Heer. De volgende tabel laat zien dat de bevorderingen niet synchroon liepen.
| Datums                                                                      | Kaiserliche Marine | Pruisische leger | Politie                | Reichswehr          | Heer            |
| --------------------------------------------------------------------------- | ------------------ | ---------------- | ---------------------- | ------------------- | --------------- |
| 6 april 1904                                                                | Seekadett          | —                | —                      | —                   | —               |
| 1 april 1905                                                                | —                  | Fahnenjunker     | —                      | —                   | —               |
| 18 augustus 1906                                                            | —                  | Leutnant         | —                      | —                   | —               |
| 17 februari 1914                                                            | —                  | Oberleutnant     | —                      | —                   | —               |
| 18 juni 1915                                                                | —                  | Hauptmann        | —                      | —                   | —               |
| 1 december 1919                                                             | —                  | —                | Polizei-Major          | —                   | —               |
| 31 januari 1920                                                             | —                  | —                | —                      | Charakter als Major | —               |
| 1 april 1930                                                                | —                  | —                | Polizei-Oberstleutnant | —                   | —               |
| 21 maart 1933                                                               | —                  | —                | Polizei-Oberst         | —                   | —               |
| 15 augustus 1933                                                            | —                  | —                | Polizei-Generalmajor   | —                   | —               |
| 16 maart 1936                                                               | —                  | —                | —                      | —                   | Oberst          |
| 16 maart 1936 (aanstelling 30 september 1937, met RDA vanaf 1 oktober 1937) | —                  | —                | —                      | —                   | Generalmajor    |
| 1 oktober 1939                                                              | —                  | —                | —                      | —                   | Generalleutnant |

- Opmerking: de rang van Generalmajor is vergelijkbaar met die van een hedendaagse Brigadegeneraal (OF-6). Het Duitse leger kende tijdens de Tweede Wereldoorlog geen rang van een Brigadegeneraal, waardoor de eerste generaalsrang een Generalmajor was. Het naoorlogse Duitse leger kent overigens wel volgens de NAVO schaal een Brigadegeneraal als eerste generaalsrang.

## Onderscheidingen
Selectie:
- Duitse Kruis in goud op 31 januari 1942 als Generalleutnant en Commandant van de 217e Infanteriedivisie[2][3][13]
- Herhalingsgesp bij IJzeren Kruis 1939, 1e Klasse[2] (1 oktober 1939[12]) en 2e Klasse[2] (19 september 1939[12])
- IJzeren Kruis 1914, 1e Klasse[2] (25 mei 1916[12]) en 2e Klasse[2] (11 september 1914[12])
- Erekruis voor Frontstrijders in de Wereldoorlog[2]
- Dienstonderscheiding van Leger en Marine, 1e Klasse (25 dienstjaren)[2]
- Medaille Winterschlacht im Osten 1941/42[2] op 1 augustus 1942[3]